# Eusebio Oehl
Eusebio Oehl (Lodi, 5 dicembre 1827 – Pavia, 10 aprile 1903) è stato un medico e patriota italiano, riconosciuto come uno dei più autorevoli studiosi di fisiologia dell'Ottocento.

## Biografia
Oehl nacque e crebbe a Lodi, dove il padre – la cui famiglia era di origini ungheresi – insegnava nel locale liceo comunale. Nel marzo del 1848, allo scoppio della prima guerra d'indipendenza italiana, si arruolò come volontario nel «battaglione studenti» insieme ad alcune decine di giovani concittadini, tra cui Tiziano Zalli.
Dopo essersi laureato in medicina e chirurgia presso l'Università degli Studi di Pavia sotto la guida di Bartolomeo Panizza, si trasferì dapprima a Vienna – dove collaborò con Ernst Wilhelm von Brücke e Joseph Hyrtl – e poi in Francia, Germania e Inghilterra, per fare infine ritorno a Pavia. Considerato un precursore di Ivan Pavlov, fu autore di importanti pubblicazioni nei campi della fisiologia, dell'istologia e dell'anatomia microscopica. Fra i suoi allievi si annoverano Giulio Bizzozero, Camillo Bozzolo, Enrico Sertoli e Camillo Golgi, premio Nobel per la medicina nel 1906.
La città di Lodi gli ha intitolato una via.

## Opere
- Teoria ed uso del microscopio, 1855.
- L'Istituto e l'insegnamento straordinario di fisiologia sperimentale in Pavia, 1862.
- Memoria sulla saliva umana estratta con la siringazione dei condotti salivari, 1864.
- Fisiologia del pneumogastrico, 1867.
- Manuale di fisiologia, in tre volumi, 1868-1876.